# Alistair Horne
Sir Alistair Horne (Londra, 9 novembre 1925 – 25 maggio 2017) è stato uno storico, giornalista e militare britannico.
Docente universitario presso il St. Anthony College di Oxford, di cui era membro onorario, è stato insignito della Legion d'onore e nominato Doctor of Literature. Nei suoi studi si è occupato prevalentemente di storia francese, sulla quale ha scritto numerose opere.

## Biografia
Figlio di Sir James Horne e Lady Auriol Horne, da ragazzo, durante la seconda guerra mondiale, fu mandato a vivere negli Stati Uniti, dove frequentò la Millbrook School e dove conobbe William F. Buckley Jr. Servì la RAF tra il 1943-'44 e i Coldstream Guards tra il 1944-'47, successivamente lavorò come corrispondente estero per il Daily Telegraph (1952-1955).
Horne è stato il biografo del primo ministro inglese Harold Macmillan e ai primi di giugno 2008 ha completato una biografia su Henry Kissinger, ma il suo lavoro di storico militare tratta soprattutto le vicende storiche della Francia, da Napoleone a Verdun, passando per Austerlitz e la Guerra d'Algeria.
Secondo l'edizione del 2 luglio 2007 del Washington Post, Horne ebbe un incontro con il Presidente George W. Bush a metà del 2007, su richiesta della sua amministrazione. Lo scrittore Peter Baker riferì che nel colloquio tra lo scrittore inglese e il presidente, i due parlarono di storia e filosofia, citando che Horne avrebbe detto al presidente, "Si pensa ai primi ministri e ai presidenti circondati di funzionari e collaboratori, ma a fine giornata essi sono soli,[...] Deve essere piuttosto difficile per lui (George W. Bush) riuscire nel suo lavoro".

## Opere
- Return to Power: A Report on the New Germany. New York: Praeger, 1956.
- The Land is Bright. 1958.
- Canada and the Canadians. Toronto: Macmillan Publishers], 1961.
- Il prezzo della gloria. Verdun 1916 (The Price of Glory: Verdun 1916, New York, St. Martin's Press, 1962-63), traduzione di P. Scognamiglio, Collezione Le Scie, Milano, Mondadori, 1968. -  BUR, 2003; Prefazione di Paolo Macry, BUR, 2014, ISBN 978-88-17-07133-8.
- L'assedio e la Comune di Parigi 1870-71 (The Fall of Paris: The Siege and the Commune, 1870-1, Macmillan, 1965), Milano, Mondadori, 1971. - Res Gestae, 2015, ISBN 978-88-66-97124-5.
- Come si perde una battaglia. Francia 1919-1940: storia di una disfatta (To Lose a Battle: France 1940, Macmillan, 1969), Milano, Mondadori, 1970. - Res Gestae, 2015, ISBN 978-88-66-97122-1.
- Death of a Generation Neuve Chapelle to Verdun and the Somme 1970
- The Terrible Year: The Paris Commune, 1871. London, Macmillan, 1971.
- Small Earthquake in Chile: A Visit to Allende's South America. London: Macmillan, 1972.
- La guerra d'Algeria (A Savage War of Peace: Algeria 1954-1962, Macmillan, 1977), traduzione di Gianni Pilone Colombo, Nuova edizione aggiornata, Collana Collana Storica, Milano, Rizzoli, 2007  [col titolo Storia della Guerra d'Algeria 1954-1962, Rizzoli, 1980].
- Napoleon, Master of Europe 1805-1807. London: Weidenfeld and Nicolson, 1979.
- The French Army and Politics, 1870-1970. New York: Peter Bedrick Books, 1984.
- Harold Macmillan, 2 voll. New York: Viking Press, 1988.
- A Bundle from Britain. New York: St. Martin's Press, 1993.
- Montgomery, David (coautore). Monty: The Lonely Leader, 1944-1945. New York: HarperCollins, 1994.
- How Far from Austerlitz?: Napoleon, 1805-1815. New York: St. Martin's Press, 1996.
- Horne, A. (ed.).Telling Lives: From W.B. Yeats to Bruce Chatwin. London: Papermac, 2000.
- Seven Ages of Paris. London: Macmillan, 2002.
- The Age of Napoleon. New York: Modern Library, 2004.
- Friend or Foe: An Anglo-Saxon History of France, London, Weidenfeld & Nicolson, 2004.
- La Belle France: A Short History. Alfred A. Knopf, 2005.
- The French Revolution, Carlton Books, 2009
- Kissinger: 1973, The Crucial Year, Simon & Schuster, June 2009.
- But What Do You Actually Do? A Literary Vagabondage, London, Weidenfeld & Nicolson, 2011.
- Hybrys. L'arroganza del potere e la guerra nel Novecento (Hubris: The Tragedy of War in the Twentieth Century, Harper, 2015), Collana Saggi stranieri, Milano, Rizzoli, 2017, ISBN 978-88-17-09388-0.

## Ascendenza
|                                |                                            |                                           | Genitori                             |  |  | Nonni |  |  | Bisnonni |  |  | Trisnonni |  |
|                                |                                            |                                           |                                      |  |  |       |  |  | …        |  |  | …         |  |
|                                |                                            |                                           |                                      |  |  |       |  |  | …        |  |  | …         |  |
|                                |                                            | …                                         |                                      |  |  |       |  |  | …        |  |  |           |  |
| …                              |                                            |                                           |                                      |  |  |       |  |  | …        |  |  |           |  |
|                                |                                            | …                                         | …                                    |  |  |       |  |  |          |  |  |           |  |
|                                |                                            | …                                         | …                                    |  |  |       |  |  |          |  |  |           |  |
|                                |                                            | …                                         | …                                    |  |  |       |  |  |          |  |  |           |  |
| James Horne                    |                                            | …                                         |                                      |  |  |       |  |  |          |  |  |           |  |
|                                |                                            | …                                         | …                                    |  |  |       |  |  |          |  |  |           |  |
|                                |                                            | …                                         | …                                    |  |  |       |  |  |          |  |  |           |  |
|                                |                                            | …                                         | …                                    |  |  |       |  |  |          |  |  |           |  |
| …                              |                                            | …                                         |                                      |  |  |       |  |  |          |  |  |           |  |
|                                |                                            | …                                         | …                                    |  |  |       |  |  |          |  |  |           |  |
|                                |                                            | …                                         | …                                    |  |  |       |  |  |          |  |  |           |  |
|                                |                                            | …                                         | …                                    |  |  |       |  |  |          |  |  |           |  |
| Alistair Horne                 |                                            | …                                         |                                      |  |  |       |  |  |          |  |  |           |  |
|                                | George Hay-Drummond, XII conte di Kinnoull | Thomas Hay-Drummond, XI conte di Kinnoull |                                      |  |  |       |  |  |          |  |  |           |  |
|                                | George Hay-Drummond, XII conte di Kinnoull | Thomas Hay-Drummond, XI conte di Kinnoull |                                      |  |  |       |  |  |          |  |  |           |  |
|                                | George Hay-Drummond, XII conte di Kinnoull | Louisa Burton Rowley                      |                                      |  |  |       |  |  |          |  |  |           |  |
| Alistair Hay-Drummond          | George Hay-Drummond, XII conte di Kinnoull |                                           |                                      |  |  |       |  |  |          |  |  |           |  |
|                                |                                            | Emily Somerset                            | Henry Somerset, VII duca di Beaufort |  |  |       |  |  |          |  |  |           |  |
|                                |                                            | Emily Somerset                            | Henry Somerset, VII duca di Beaufort |  |  |       |  |  |          |  |  |           |  |
|                                |                                            | Emily Somerset                            | Emily Frances Smith                  |  |  |       |  |  |          |  |  |           |  |
| Auriol Hay-Drummond            |                                            | Emily Somerset                            |                                      |  |  |       |  |  |          |  |  |           |  |
|                                |                                            | Algernon Greville, II barone Greville     | Fulke Greville, I barone Greville    |  |  |       |  |  |          |  |  |           |  |
|                                |                                            | Algernon Greville, II barone Greville     | Fulke Greville, I barone Greville    |  |  |       |  |  |          |  |  |           |  |
|                                |                                            | Algernon Greville, II barone Greville     | Rosa Nugent                          |  |  |       |  |  |          |  |  |           |  |
| Camilla Dagmar Violet Greville |                                            | Algernon Greville, II barone Greville     |                                      |  |  |       |  |  |          |  |  |           |  |
|                                |                                            | Violet Graham                             | James Graham, IV duca di Montrose    |  |  |       |  |  |          |  |  |           |  |
|                                |                                            | Violet Graham                             | James Graham, IV duca di Montrose    |  |  |       |  |  |          |  |  |           |  |
|                                |                                            | Violet Graham                             | Caroline Horsley-Beresford           |  |  |       |  |  |          |  |  |           |  |
|                                |                                            | Violet Graham                             |                                      |  |  |       |  |  |          |  |  |           |  |